# Sardarapat
Sardarapat (armeniska: Սարդարապատ) är en ort i Armavirprovinsen i Armenien. Ortens namn var Sardarapat i en första omgång till 1935, då den döptes om till  Hoktember (Oktober) i åminnelse av oktoberrevolutionen 1917. Ortens ursprungliga namn återtogs 2009.
Namnet Sardarapat kommer den persiska fästningen Sardari Berd, som byggdes omkring 1810 med brittisk teknisk assistans. För fästningen användes sten som togs från ruinerna från den antika staden Armavir. Många av stenarna har fortfarande spår av inskriptioner i kilskrift. Av fästningen finns idag så gott som inga spår.
År 1967 inkorporerades byn Norapat.
Sardarapatmonumentet, som finns i den närbelägna byn Araks, minner om Slaget vid Sardarapat.